# Bò châu Âu
Bò châu Âu hay còn gọi là bò ôn đới không u hay bò Taurine (Danh pháp khoa học: Bos taurus taurus) là một phân loài của bò thuần hóa có nguồn gốc ở vùng Cận Đông và ngày nay chúng được nuôi phổ biến ở châu Âu, châu Úc và châu Mỹ. Cả bò Taurine hay còn gọi là bò châu Âu (European cattle) và bò U (bò Zebu) hay còn gọi là bò Ấn Độ (Indicus) đều có nguồn gốc từ loài bò rừng châu Âu. Bò Taurine ban đầu được coi là một loài riêng biệt, nhưng bây giờ thường được nhóm lại với bò Zebu và bò rừng châu Âu thành một loài với pháp danh là Bos taurus.
Hầu hết các giống bò hiện đại ngày nay trên thế giới đều là bò Taurine (bò ôn đới không u), một số ít giống còn lại là bò nhiệt đới có u hoặc các giống bò khác (bò Tây Tạng). Nghiên cứu di truyền cho thấy toàn bộ số lượng bò Taurine hiện đại có thể xuất hiện từ khoảng 80 con bò rừng được thuần hóa ở thượng nguồn của vùng Lưỡng Hà (Mesopotamia) khoảng 10.500 năm trước gần các làng Çayönü ở đông nam Thổ Nhĩ Kỳ và Dja'de el Mughara ở miền bắc Iraq. Trình tự bộ gen của giống bò Hereford của bò Taurine được xuất bản bởi Hiệp hội Phân tích và Giải mã Genome của bò năm 2009.